# Neodymmonoxid
Neodymmonoxid ist ein metastabiles Oxid des Neodyms.

## Herstellung
Neodymmonoxid  kann aus elementarem Neodym und Neodym(III)-oxid bei 1200 °C Temperatur und 5 Gigapascal Druck hergestellt werden.

## Eigenschaften
Neodymmonoxid kristallisiert in der kubisch-flächenzentrierten Kristallstruktur vom Natriumchlorid-Typ mit dem Gitterparameter a = 5,0069 Å und vier Formeleinheiten pro Elementarzelle. Das Neodym im Neodymmonoxid  liegt dreiwertig vor, mit ungebundenen Elektronen, was das metallische Verhalten der Verbindung erklärt.